# Workflow Management Coalition
Die Workflow Management Coalition (WfMC) ist ein Verbund von mehr als 300 Herstellern, Nutzern, Beratern und Wissenschaftlern im Bereich des Workflow-Managements.

## Ziele und Zweck
Ziel der WfMC ist die Förderung des Einsatzes von Workflow Management Systemen (WfMS) durch die Schaffung von Standards, die den Anwendern Investitionssicherheit geben sollen.

## Geschichte und WfMC Standards

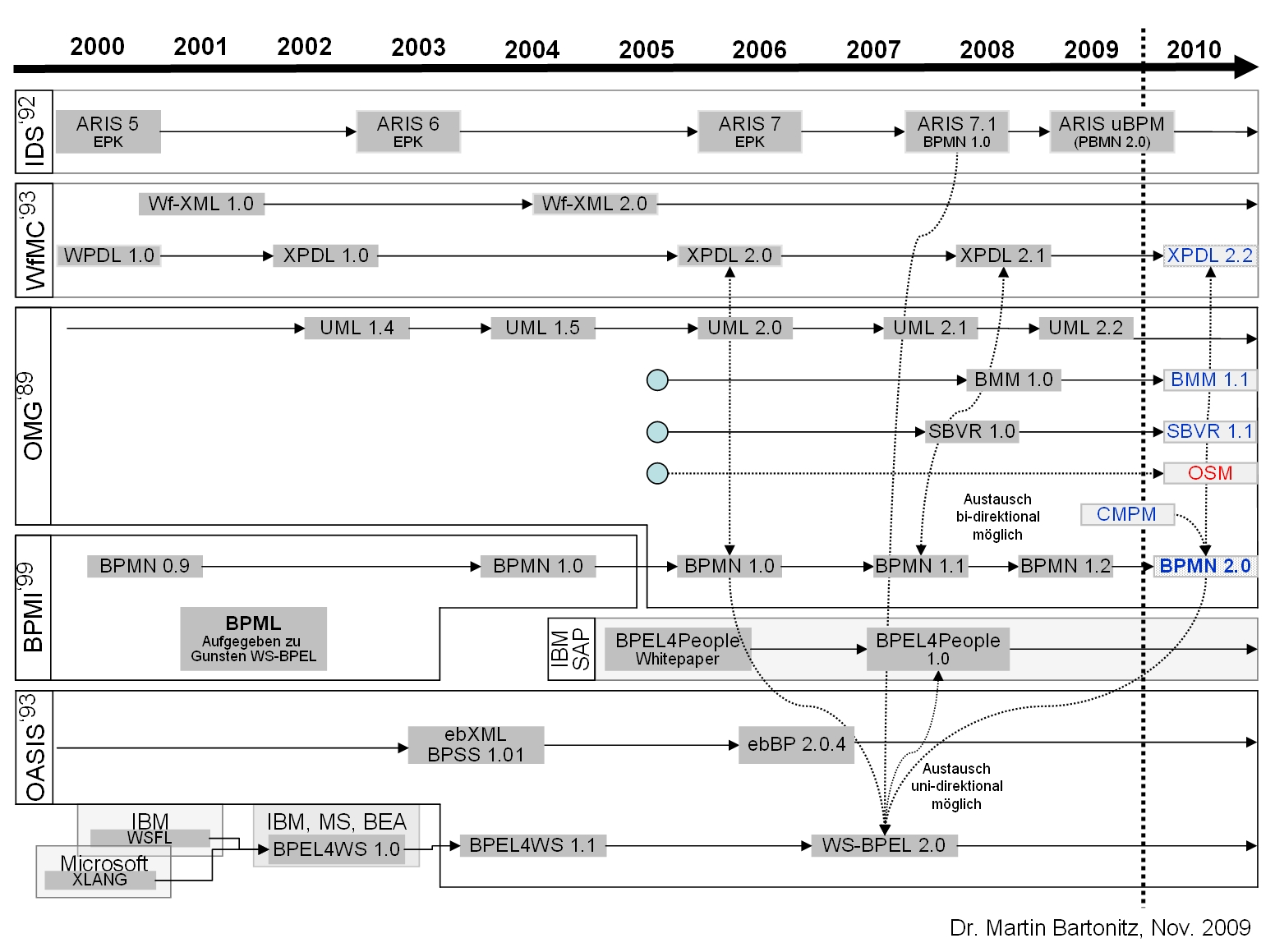
Entwicklung wichtiger BPM-Standards

Die WfMC wurde 1993 gegründet. Die ersten Arbeiten befassten sich mit der Definition von Workflow Management, begleitet von einem Glossar in Englisch.
1995 wurde die erste Spezifikation, das Workflow Referenzmodell freigegeben. Sie beschreibt die Komponenten eines WMS sowie die Schnittstellen zwischen ihnen, insgesamt fünf an der Zahl.
1997 begannen die Arbeiten an der Wf-XML Spezifikation, die inzwischen in der Version 2.0 mit einer auf SOAP-basierten Webservice-Schnittstelle aufgebaut ist. Sie beschreibt, wie eine Workflow-Engine eine andere Workflow-Engine beauftragen kann, den Prozessinstanz weiterzuführen und wie die Rückgabe erfolgt.
2002 wurde die erste weltweit akzeptierte Schnittstelle in der ersten Version freigegeben. Sie hat inzwischen fast 100 Implementierungen. Es handelt sich dabei um die XML Process Definition Language (XPDL). Sie beschreibt die Entitäten und ihre Eigenschaften eines durch eine Workflow-Engine auszuführenden Prozess und wie diese Parameter in einer XML-Strukturen gespeichert werden.
2008 wurde die Draft-Spezifikation Business Process Analytics Format (BPAF) zum Review veröffentlicht. Diese Spezifikation beschreibt das XML-Format zur Speicherung von Informationen zu einem Prozess-Ereignis, das während der Ausführung einer Prozessinstanz eintritt, z. B. Weiterleitung von einer zur nächsten Aktivität, Zeitüberschreitung, Eskalation, Wiederholung, Delegation, Wiedervorlage etc. Der Standard wird die Arbeiten der BPM-Analysten besser unterstützen. Denn auf Basis des einheitlichen Formats sollen Hersteller von Business Intelligence Werkzeuge für die Auswertung zur Verfügung stellen.
2010 veröffentlicht die WfMC neben ihrer Definition von BPM eine weitere mit dem Akronym ACM, das für Adaptive Case Management steht. Dieser Begriff wurde während eines WfMC-Treffens von BPM-Experten in Maidenhead im November 2009 besprochen und in einem Sammelband von 12 Artikeln dieser Experten im Detail dargestellt. Seit Anfang 2009 wird von unterschiedlichen Analysten festgestellt, dass der überwiegende Teil der Sachbearbeitung innerhalb von nicht vorhersagbaren, Wissens-basierenden Prozessen stattfindet. Diese Prozesse auf Basis adaptiver Konzepte zu beherrschen ist die Aufgabe der nächsten Jahre. Unter adaptiv wird einerseits das Verhalten der Sachbearbeiter selbst verstanden, die die jeweils nächsten Aktionen auf Basis ihrer Erfahrung durchführen. Andererseits wird es Funktionen geben, die das Verhalten der Anwender mitzeichnen und beim nächsten Mal dem Sachbearbeiter entsprechende Vorschläge unterbreiten. Wählt er einen Vorschlag aus, wird dieser in seiner Relevanz erhöht, die anderen Vorschläge erniedrigt. So passt sich das System an das Verhalten der Sachbearbeiter an.

## Alternative Prozessausführungssprachen
Die XPDL war lange Zeit das Austauschmodell für die unterschiedlichen Workflow-Werkzeuge, von den Modellieren, über Simulationswerkzeuge bis zur Workflow-Engine. Ab der Version 2.0 wurde ebenfalls die grafische Business Process Model and Notation (BPMN) unterstützt. Ein Konkurrent der XPDL ist die Business Process Execution Language (BPEL). Diese wird vorrangig von Workflow-Engines zur Orchestrierung von Web-Services, also Computer-Programmen ohne menschliche Interaktion genutzt. XPDL wird hingegen von Workflow-Engines genutzt, die vorrangig Aufgaben steuern, die von Menschen erledigt werden.
Mit der Version 2.0 der BPMN kommt eine weitere Prozessausführungssprache hinzu. Ersetzte XPDL bisher die Interoperabilität der grafischen Modelle mit anderen Tools, so bietet die neue BPMN 2.0 nun selbst die Speicherstruktur im XML-Format inklusive eines durch eine Workflow-Engine ausführbaren Teils.